# 绍熙内禅
紹熙內禪，又稱宋光宗內禪等。是一次南宋的政治事件，發生於宋光宗紹熙五年（1194年），宋光宗將帝位禪位予其子嘉王趙擴，是為宋寧宗。名义上是宋光宗自行禅位，实际上是被迫退位；此事件是由赵汝愚、趙彥逾、葉適、徐誼、郭杲、韓侂冑等人在獲得太皇太后支持之下所發動廢除宋光宗的宫廷政变。

## 背景
淳熙十四年（1187年）十月，任二十五年太上皇的宋高宗駕崩於德壽宮中，宋孝宗表示要服喪三年，为了服丧，让太子趙惇参预政事。十六年（1189年）二月初二（2月18日）禪位于趙惇，趙惇即位，是为宋光宗，而孝宗被尊為「壽皇聖帝」，簡稱「壽皇」。
而光宗之妻是慶遠軍節度使李道的次女李鳳娘，姿色豔麗，曾有道士皇甫坦看她的面相，稱此有大貴之相，言于宋高宗說：「此女當母儀天下。」高宗命其過繼皇孫趙惇聘李鳳娘為妃，封榮國夫人，後改封定國夫人，乾道四年（1168年）生子趙擴。
李氏雖姿色豔麗，卻性喜搬弄是非，性妒无礼，行事霸道，為太子妃時就已令高宗和孝宗對她反感，高宗還曾痛罵說自己被皇甫坦所誤。李鳳娘為皇后後，恃著光宗生性懦弱，又疏於朝政，大事小事都要取決於她，權力漸被驕恣凶悍的李鳳娘操控。

## 李皇后
宋光宗即位後，李皇后曾朝見壽皇，請立嘉王為皇太子，但壽皇認為應該由光宗親自來商議，李皇后對壽皇咆哮，壽皇大怒，自此李皇后不斷阻止光宗朝見壽皇。由於壽皇在位時每幾天就朝見并非亲父的高宗一次，光宗却不朝見亲父壽皇，兩人的孝道成為很大的對比。孝宗又因为自认为亏欠光宗兄赵恺，且赵恺子许国公赵抦聪慧而赵扩愚笨，想指定赵抦为太子。
李皇后剽悍，壓抑光宗，光宗生病，精神也不太正常。绍熙二年（1191年）冬十一月，李皇后又杀害了有孕在身的黄贵妃，光宗知道之后，又更生病了。壽皇聽說後便送來了藥丸，但李皇后卻造謠說那是毒藥，離間光宗與壽皇父子關係。有一次，光宗宴請大臣，大臣請光宗探望壽皇，李皇后知道了以後立即阻止。
壽皇駕崩以前，光宗始終沒有探視過壽皇。

## 退位
由於壽皇的喪禮需要身為長子的宋光宗主持，而光宗在李皇后的阻止下不主持，也不服喪，使得朝臣紛紛不滿，左丞相留正及知樞密院事趙汝愚（宋太宗之後人）请示光宗立嘉王趙擴为太子，而光宗在奏章批示「歷事歲久，念欲退閒」后，留正也因為不滿朝政而离开朝廷；趙汝愚则聯合工部尚書趙彥逾、吏部司員外郎葉適、左司郎中徐誼、主管殿前司公事郭杲、右武大夫，知閤门事兼客省四方館事韓侂冑等人策劃政變，韓侂冑是高宗之妻太皇太后]]的外甥，他請太皇太后出面垂簾聽政，又以防不测，命主管殿前司公事、殿前司副都指揮使、宜州觀察使郭杲以及右武大夫、主管侍衛親軍步軍司公事阎仲连夜带兵控制南皇宫南北，傅昌朝暗中制造黄袍，趙汝愚發動兵谏逼迫光宗退位，使尚未成为太子的赵扩得以受禪即帝位。
赵抦以为自己能继位，但太皇太后在召见赵抦和赵扩后，却对赵抦说：“外界都商议立你，但我思量万事当从长。嘉王年长，且教他做。他做了你却做，自有祖宗例。”

## 結果與影響
趙汝愚一手策划主导了这场政变，而太皇太后垂帘听政主持喪事結束的禫祭。嘉王赵擴從原定「立為太子」变为「即皇帝位」，是為宋寧宗。至於宋光宗被迫退位，尊為太上皇，李皇后被尊為太上皇后。
趙汝愚因推立之功出任宰相，而韓侂冑的姪女被立為皇后（恭淑皇后），但因趙汝愚拒絕向韓侂冑讓步，使韓侂冑向宋寧宗進言罷免趙汝愚，由此韓侂冑得以專權。

## 评价
- 清赵翼：「光宗虽云内禅，其实废也。宁宗背其生父，正其不孝之罪大，而急夺其位，且以扶立者为其有大劳而报之」。而「人知光宗之不孝，而不知宁宗之不孝，尤倍于光宗。」